# Rallye Sanremo 1981
Le Rallye Sanremo 1981 (23. Rallye San Remo), disputé du 5 au 10 octobre 1981, est la quatre-vingt-dix-septième manche du championnat du monde des rallyes (WRC) courue depuis 1973, et la dixième manche du championnat du monde des rallyes 1981.

## Contexte avant la course

### Le championnat du monde

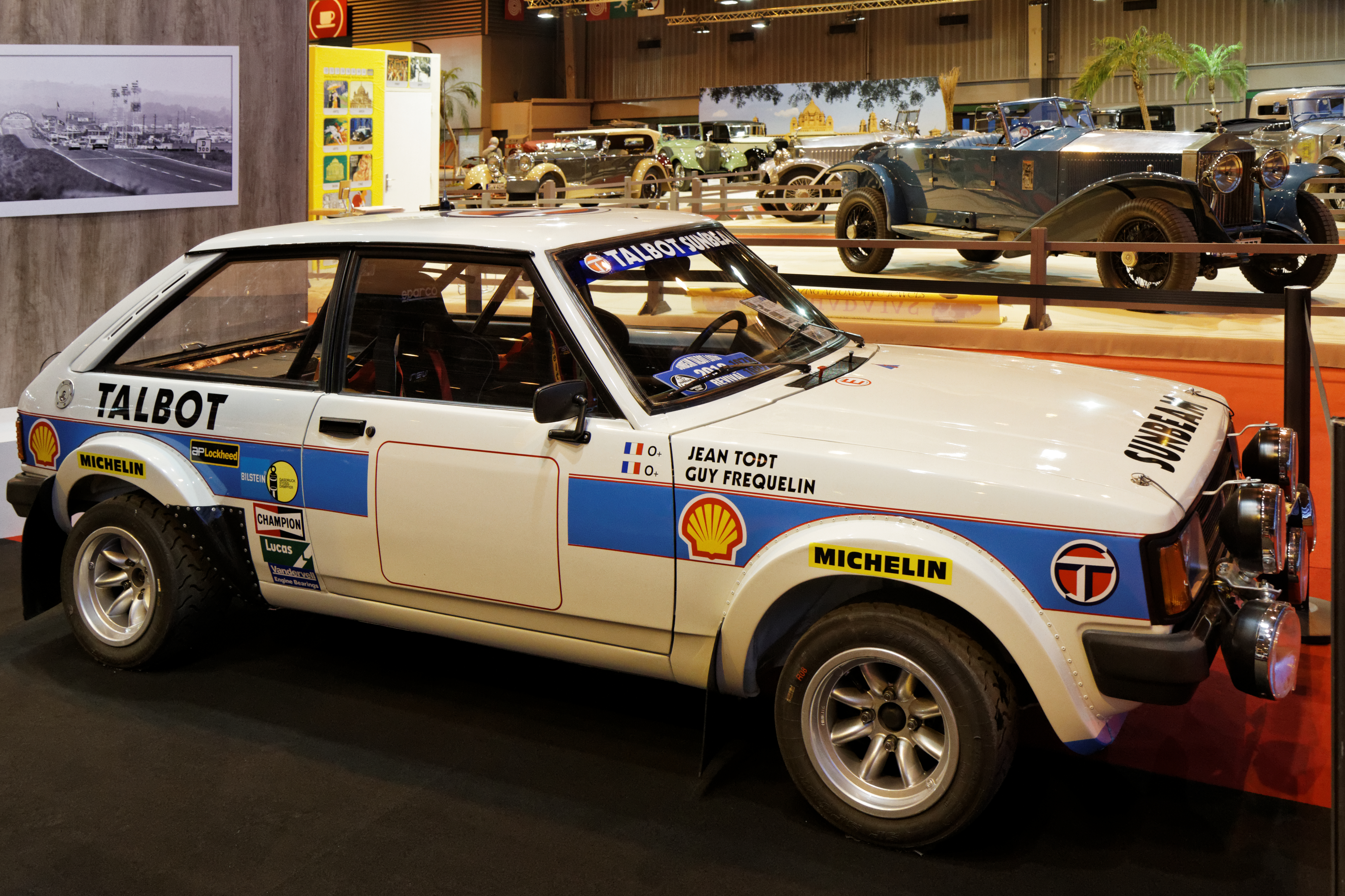
La Sunbeam Lotus groupe 2 a propulsé Talbot et Guy Fréquelin en tête des championnats constructeurs et pilotes.

Ayant succédé en 1973 au championnat international des marques (en vigueur de 1970 à 1972), le championnat du monde des rallyes se dispute sur une douzaine de manches, dont les plus célèbres épreuves routières internationales, telles le Rallye Monte-Carlo, le Safari ou le RAC Rally. Parallèlement au championnat des constructeurs, la Commission Sportive Internationale (CSI) a depuis 1979 créé un véritable championnat des pilotes qui fait suite à la controversée Coupe des conducteurs instaurée en 1977, dont le calendrier incluait des épreuves de second plan. Pour la saison 1981, la CSI a une nouvelle fois exclu la manche suédoise du championnat constructeurs, cette épreuve comptant uniquement pour le classement des pilotes, tout comme le Rallye du Brésil promu cette année au rang mondial. Huit des douze manches du calendrier se disputent en Europe, deux en Afrique et deux en Amérique du Sud. Elles sont réservées aux voitures des catégories suivantes :
- Groupe 1 : voitures de tourisme de série
- Groupe 2 : voitures de tourisme spéciales
- Groupe 3 : voitures de grand tourisme de série
- Groupe 4 : voitures de grand tourisme spéciales

S'appuyant sur sa très efficace Sunbeam Lotus, de loin la meilleure voiture du groupe 2, Talbot occupe la tête du championnat du monde des marques, avec sept points d'avance sur Datsun. Le constructeur franco-britannique a remporté le dernier Rallye d'Argentine grâce à Guy Fréquelin, en tête du championnat pilotes juste devant Ari Vatanen, son plus dangereux adversaire pour le titre après sa victoire (sur Ford Escort) aux 1000 lacs, la troisième de la saison. Bien que s'étant montrée la plus performante sur neige et sur terre, la nouvelle Quattro n'a pas concrétisé sa supériorité, des problèmes de fiabilité récurrents l'ayant souvent écartée de la victoire. Hannu Mikkola l'a imposée au Rallye de Suède, mais Audi n'a cependant toujours pas obtenu de résultat probant au championnat des constructeurs.

### L'épreuve
C'est en 1928 que se courut pour la première fois le « Rally dei Fiori », épreuve mixte alternant routes goudronnées et pistes de terre. La première édition fut remportée par la Fiat 520 du pilote roumain Ernest Urdăreanu. Après une très longue interruption, l'épreuve fut à nouveau organisée à partir de 1961. Elle prit l'appellation de « Rally Sanremo » en 1968 et fut intégrée au championnat international des marques lors de sa création en 1970, puis au championnat du monde des rallyes dès sa première édition en 1973. Son parcours se déroule en Ligurie et en Toscane. Comptant onze succès entre 1961 et 1979, la Scuderia Lancia y détient le record de victoires.

## Le parcours
- départ : 5 octobre 1981 de San Remo
- arrivée : 10 octobre 1981 à San Remo

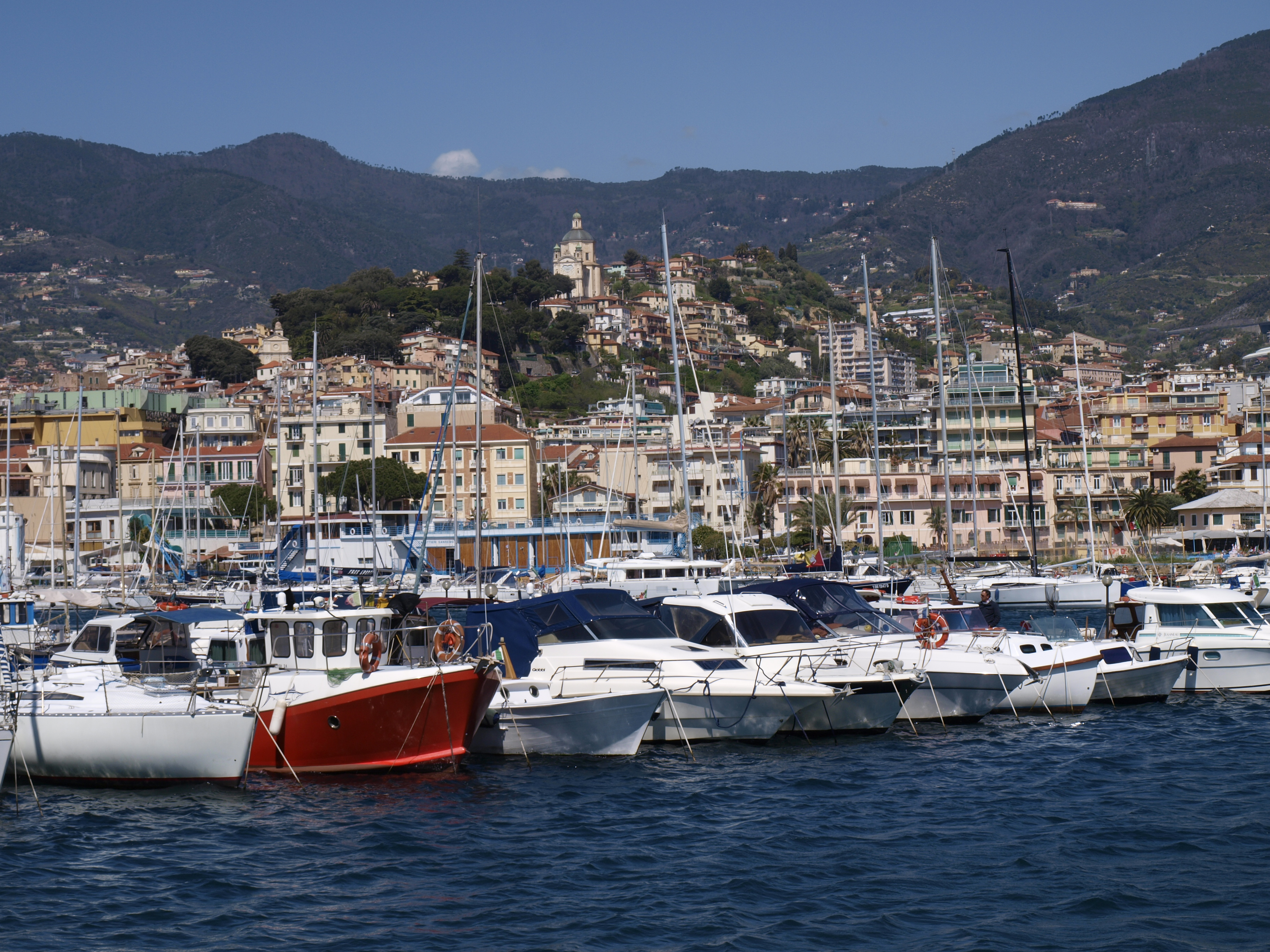
San Remo, en Ligurie, ville départ et arrivée du rallye.

- distance : 2847,5 km, dont 703,76 km sur 59 épreuves spéciales (61 épreuves initialement prévues, pour un total de 751,06 km chronométrés)
- surface : terre (63%) et asphalte (37%)
- Parcours divisé en cinq étapes[3]

### Première étape
- San Remo - San Remo, le 5 octobre
- distance : 168,1 km dont 56,15 sur 4 épreuves spéciales (asphalte)

### Deuxième étape
- San Remo - Pise, le 6 octobre
- distance : 766,4 km dont 143,15 sur 14 épreuves spéciales (terre)

### Troisième étape
- Pise - Sienne, le 7 octobre
- distance : 670,3 km dont 250,8 sur 21 épreuves spéciales (terre)

### Quatrième étape
- Sienne - San Remo, du 8 au 9 octobre
- distance : 875,2 km dont 135,91 sur 14 épreuves spéciales (15 épreuves initialement prévues, dont 7 sur asphalte et 8 sur terre, pour un total de 148,26 km chronométrés)

### Cinquième étape
- San Remo - San Remo, du 9 au 10 octobre
- distance : 367,5 km dont 117,75 sur 6 épreuves spéciales (7 épreuves initialement prévues, toutes sur asphalte, pour un total de 152,7 km chronométrés)

## Les forces en présence
- Fiat

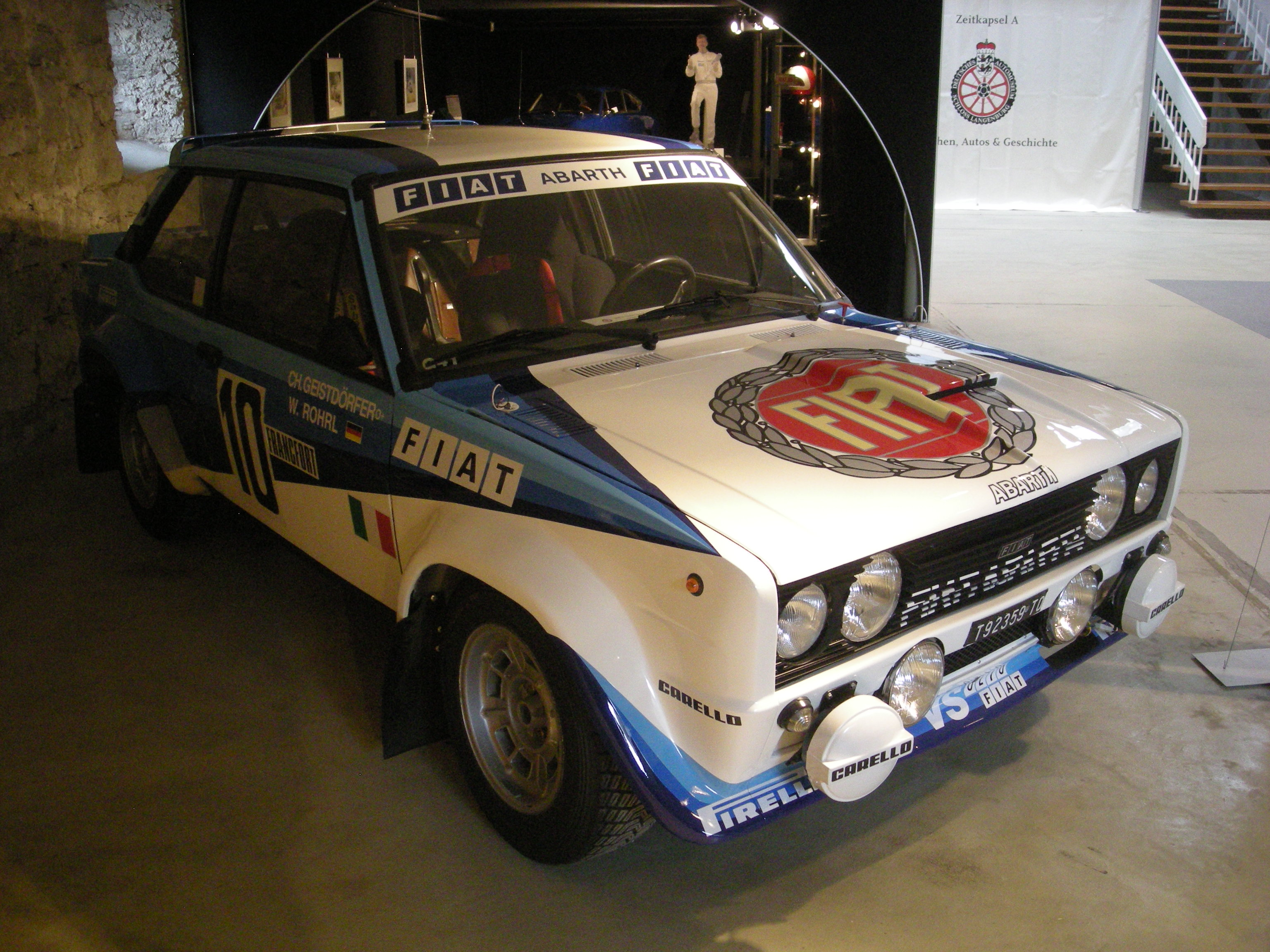
Dernière participation des Fiat 131 Abarth officielles.

Le rallye Sanremo constitue la dernière sortie officielle pour la 131 Abarth groupe 4, qui a donné à son constructeur trois titres mondiaux entre 1977 et 1980. L’usine a engagé trois voitures pour Markku Alén, Attilio Bettega et Dario Cerrato, tandis qu'Adartico Vudafieri dispose d'un modèle identique sous la bannière du Jolly Club. Pesant 950 kg, les 131 Abarth sont dotées d'un moteur deux litres seize soupapes à injection Kugelfischer développant plus de 230 chevaux à 7500 tr/min. Une Ritmo groupe 2 (840 kg, moteur 1500 cm3 huit soupapes à injection, 170 chevaux à 7600 tr/min) a été engagée par Olio Fiat pour le pilote local Carlo Capone. Tous utilisent des pneus Pirelli.
- Datsun

Sous la responsabilité d'Andy Dawson, Datsun Europe a engagé deux Violet GT groupe 4 pour Timo Salonen et Tony Pond. Ces voitures d'environ une tonne disposent d'un moteur deux litres à seize soupapes d'une puissance de l'ordre de 230 chevaux. La monte pneumatique est assurée par la filiale japonaise de Dunlop.
- Ford

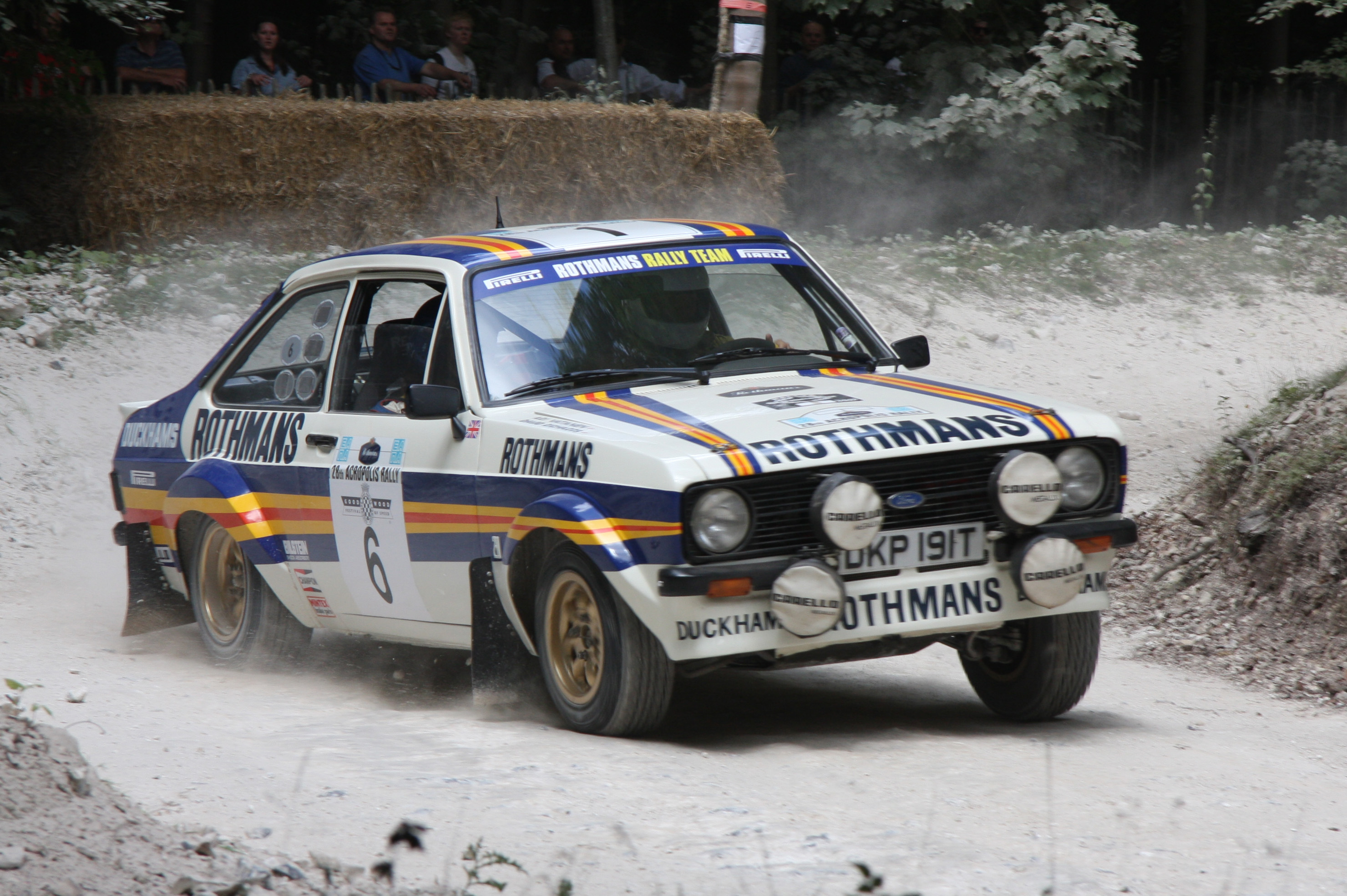
Une Ford Escort RS1800 groupe 4 aux couleurs Rothmans, semblable à celle qu'Ari Vatanen a menée trois fois à la victoire cette saison.

L'équipe Rothmans a engagé une seule Escort RS1800 groupe 4 pour Ari Vatanen, qui joue le titre mondial. La version à carburateurs a été préférée à celle à injection pour cette course. Dans cette configuration le moteur deux litres dispose de 260 chevaux, la voiture avoisinant la tonne. La filiale italienne du constructeur a engagé un modèle identique pour Angelo Presotto, ainsi qu'une Fiesta groupe 2 (1600 cm3, 150 chevaux) pour Franco Cunico. Parmi les pilotes privés, on note la présence du pilote finlandais Antero Laine  sur une Escort RS groupe 2 (1800 cm3, 210 chevaux). Les Ford sont chaussées de pneus Pirelli.
- Talbot

Remplacé par Stig Blomqvist en Finlande, Guy Fréquelin effectue son retour dans l'équipe, au côté d'Henri Toivonen. Tous deux disposent de leurs habituelles Sunbeam Lotus groupe 2 (1000 kg, moteur quatre cylindres seize soupapes de 2200 cm3 alimenté par deux carburateurs double-corps, 250 chevaux). La filiale italienne du groupe engage également une Sunbeam Lotus pour Federico Ormezzano. Préparée par Chris Slater, elle est un peu moins puissante que les voitures officielles. La marque utilise des pneus Michelin.
- Audi

Audi Sport a préparé trois coupés Quattro groupe 4, deux confiés à ses pilotes habituels Hannu Mikkola et Michèle Mouton, la troisième voiture étant aux mains de Michele Cinotto, qui avait effectué une bonne part des reconnaissances pour la marque allemande lors du dernier Rallye de l'Acropole. Dotées d'une transmission intégrale permanente, les Audi Quattro pèsent 1100 kg. Leur moteur cinq cylindres de 2144 cm3 à injection directe est alimenté par turbo-compresseur KKK et développe 330 chevaux. Elles utilisent des pneus Kleber.
- Opel

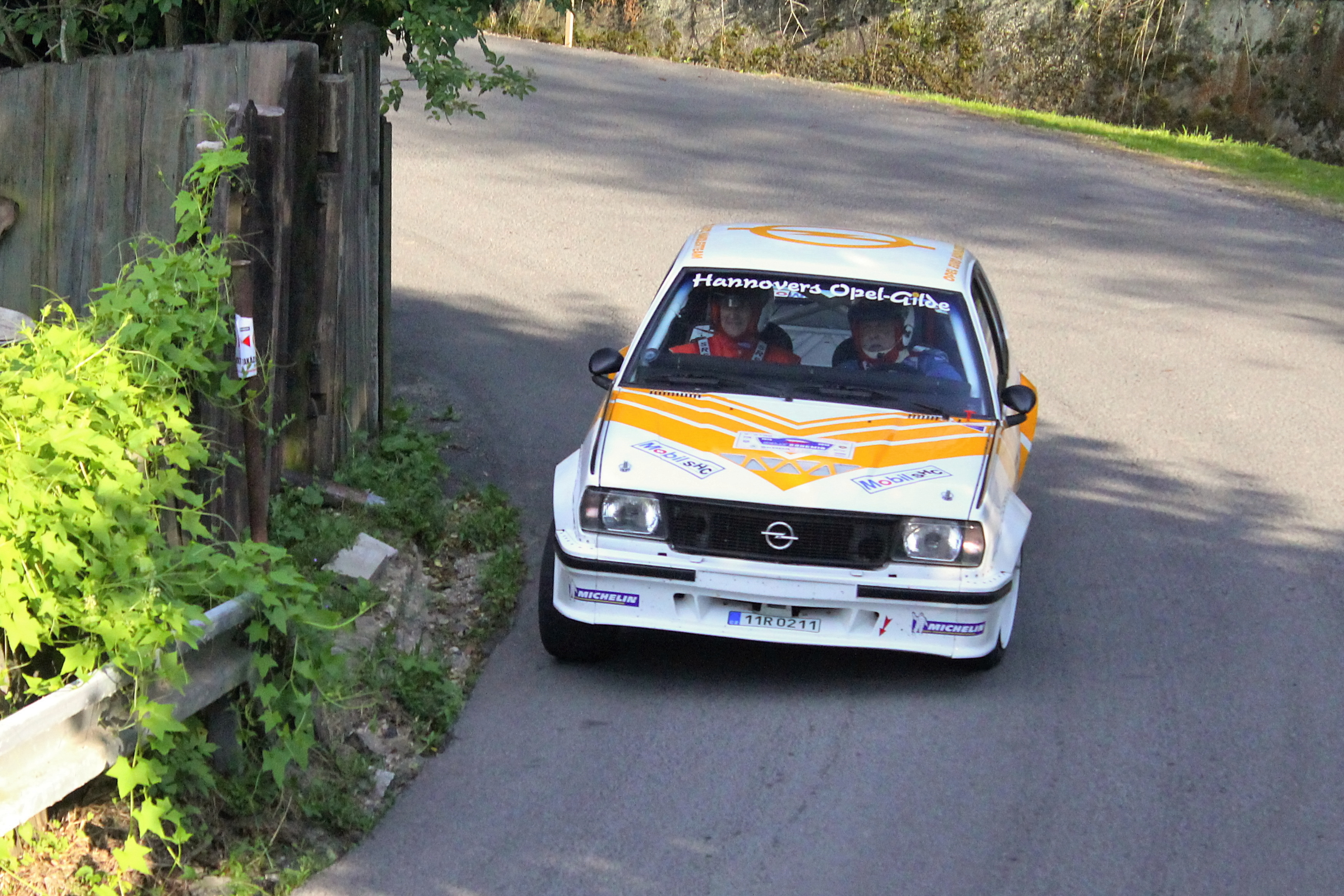
Une Opel Ascona 400 groupe 4 lors d'un rallye historique.

GM Italie engage deux Opel Ascona 400 groupe 4 pour 'Tony' (ancien vainqueur de l'épreuve) et 'Lucky'. Préparées chez Virgile Conrero, ces voitures d'une tonne sont équipées d'un moteur quatre cylindres de 2420 cm3 alimenté par injection d'une puissance d'environ 250 chevaux. Bénéficiant de l'aide des concessionnaires Opel de Vénétie, le jeune espoir Miki Biasion dispose d'un modèle identique. Les Ascona sont équipées de pneus Michelin.
- Porsche

Les frères Alméras ont préparé deux 911 SC groupe 4 à moteur six cylindres de trois litres, engagées par le Racing Team Éminence. Elles sont aux mains de Walter Röhrl (version à injection Kugelfischer, pneus Pirelli) et de Jean-Luc Thérier (injection Porsche, pneus Michelin). Leur puissance est de l'ordre de 300 chevaux.

## Déroulement de la course

### Première étape
Les soixante-six équipages s’élancent de San Remo le lundi à partir de quinze heures, pour une courte boucle de cent-soixante-huit kilomètres, entièrement sur asphalte. Hannu Mikkola perd d’emblée toutes ses chances, un problème d’injection affectant son Audi Quattro dès la première épreuve du prologue. Le pilote finlandais va perdre environ cinq minutes sur ce tronçon, la réparation lui coûtant en outre quinze minutes de pénalisation routière. Le parcours de cette première demi-journée sied parfaitement aux Porsche et Walter Röhrl prend d'emblée le commandement de la course, mais derrière lui les écarts sont très faibles. Le pilote allemand termine la journée avec seulement huit secondes d'avance sur la Fiat d'Attilio Bettega et dix sur l'Opel de 'Tony', les deux Italiens devançant leurs coéquipiers respectifs Dario Cerrato et 'Lucky' d'une dizaine de secondes. Pénalisé par de mauvais choix de pneus, Jean-Luc Thérier, qui dispose d'un modèle identique à celui de Röhrl, n'a pu exploiter tout le potentiel de sa voiture et occupe la sixième place, avec un retard de quarante-sept secondes. Le pilote normand est talonné par la Ford Escort d'Ari Vatanen et la Fiat de Markku Alén. Retardée par des coupures d'alimentation, Michèle Mouton n'occupe que le treizième rang, juste derrière soin coéquipier Michele Cinotto. Ils sont devancés par les Talbot de Guy Fréquelin et Henri Toivonen, qui dominent le groupe 2. Ses déboires initiaux ont relégué Mikkola en queue de peloton, à la cinquante-sixième place alors que cinquante-neuf équipages sont encore en course.
| Pos. | Pilote             | Copilote              | Voiture              | Groupe | Temps       | Écart        |
| ---- | ------------------ | --------------------- | -------------------- | ------ | ----------- | ------------ |
| 1    | Walter Röhrl       | Christian Geistdörfer | Porsche 911 SC       | 4      | 41 min 11 s |              |
| 2    | Attilio Bettega    | Maurizio Perissinot   | Fiat 131 Abarth      | 4      | 41 min 19 s | + 8 s        |
| 3    | 'Tony'             | ‘Rudy’                | Opel Ascona 400      | 4      | 41 min 21 s | + 10 s       |
| 4    | Dario Cerrato      | Luciano Guizzardi     | Fiat 131 Abarth      | 4      | 41 min 30 s | + 19 s       |
| 5    | 'Lucky'            | Fabio Penariol        | Opel Ascona 400      | 4      | 41 min 31 s | + 20 s       |
| 6    | Jean-Luc Thérier   | Michel Vial           | Porsche 911 SC       | 4      | 41 min 58 s | + 47 s       |
| 7    | Ari Vatanen        | David Richards        | Ford Escort RS1800   | 4      | 42 min 08 s | + 57 s       |
| 8    | Markku Alén        | Ilkka Kivimäki        | Fiat 131 Abarth      | 4      | 42 min 15 s | + 1 min 04 s |
| 9    | Adartico Vudafieri | Arnaldo Bernacchini   | Fiat 131 Abarth      | 4      | 42 min 16 s | + 1 min 05 s |
| 10   | Guy Fréquelin      | Jean Todt             | Talbot Sunbeam Lotus | 2      | 42 min 32 s | + 1 min 21 s |
| 10=  | Henri Toivonen     | Fred Gallagher        | Talbot Sunbeam Lotus | 2      | 42 min 32 s | + 1 min 21 s |
| 12   | Michele Cinotto    | Emilio Radaelli       | Audi Quattro         | 4      | 42 min 35 s | + 1 min 24 s |
| 13   | Michèle Mouton     | Fabrizia Pons         | Audi Quattro         | 4      | 42 min 45 s | + 1 min 34 s |
| 14   | Timo Salonen       | Seppo Harjanne        | Datsun Violet GT     | 4      | 43 min 04 s | + 1 min 53 s |
| 15   | Tony Pond          | Ian Grindrod          | Datsun Violet GT     | 4      |             |              |
| 56   | Hannu Mikkola      | Arne Hertz            | Audi Quattro         | 4      |             | + 20 min     |

### Deuxième étape

#### San Remo - Volterra

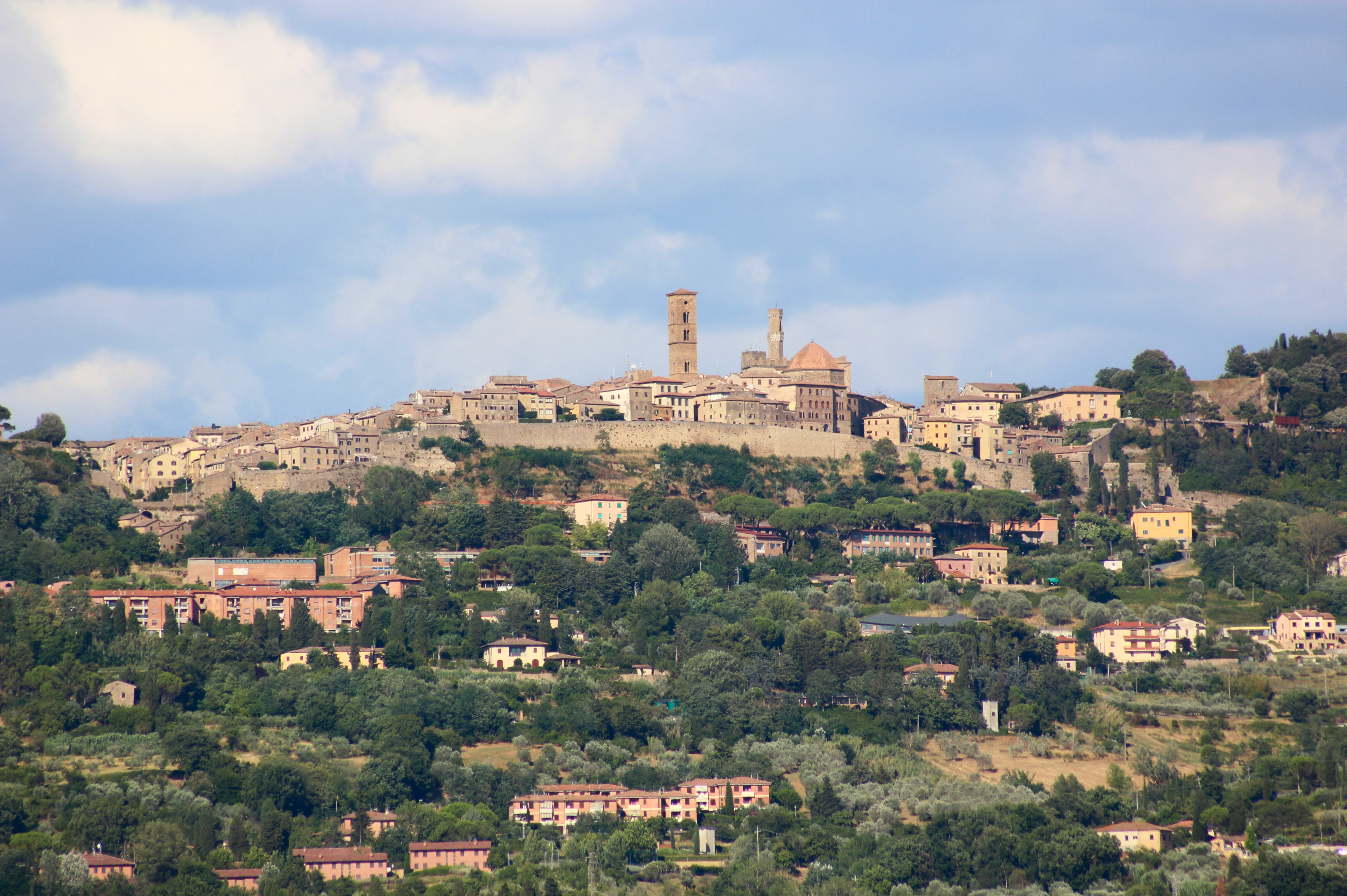
Volterra, à mi-parcours de la deuxième étape.

Les concurrents repartent de San Remo dans la nuit du lundi au mardi ; ils doivent tout d'abord effectuer trois-cent-cinquante kilomètres d'autoroute jusqu'à Livourne avant d'aborder les pistes toscanes. Grâce à leurs quatre roues motrices, les Audi Quattro écrasent leurs concurrentes. En l'espace de quatre épreuves spéciales, Mouton et Cinotto sont remontés aux troisième et quatrième places, à une poignée de secondes de la Porsche de Röhrl et de la Fiat de Bettega. Thérier a dû renoncer à cause du bris d'un bras de suspension sur sa Porsche, tandis que Cerrato a perdu près d'un quart d'heure à cause d'une sortie de route. Cinotto exploite au mieux sa parfaite connaissance de la région pour s'emparer du commandement de la course dans le secteur d'Ulignano, tandis que sa coéquipière, retardée par une crevaison, perd une place au classement général. Au regroupement de Volterra, Cinotto a porté son avance sur Röhrl à près de vingt secondes, le pilote allemand étant pratiquement rejoint par Bettega et Mouton. Régulièrement aux avant-postes, Mikkola a déjà regagné une trentaine de places au classement général.   
| Pos. | Pilote          | Copilote              | Voiture         | Groupe | Temps           | Écart  |
| ---- | --------------- | --------------------- | --------------- | ------ | --------------- | ------ |
| 1    | Michele Cinotto | Emilio Radaelli       | Audi Quattro    | 4      | 1 h 32 min 27 s |        |
| 2    | Walter Röhrl    | Christian Geistdörfer | Porsche 911 SC  | 4      | 1 h 32 min 45 s | + 18 s |
| 3    | Attilio Bettega | Maurizio Perissinot   | Fiat 131 Abarth | 4      | 1 h 32 min 46 s | + 19 s |
| 4    | Michèle Mouton  | Fabrizia Pons         | Audi Quattro    | 4      | 1 h 32 min 47 s | + 20 s |

#### Volterra - Pise
La supériorité des Audi Quattro se confirme en deuxième partie d'étape, et dès la reprise Michèle Mouton détrône Röhrl de sa seconde place. La Française perd cependant un peu de terrain sur son coéquipier Cinotto qui, s'élançant bien après ses principaux adversaires, bénéficie d'une piste damée, offrant une meilleure adhérence. Le jeune pilote italien conforte sa première place, ralliant Pise avec plus d'une demi-minute d'avance sur la seconde Audi. Un moment débordé par Bettega, Röhrl achève néanmoins la journée en troisième position, le pilote Fiat ayant perdu un temps considérable à la suite d'une sortie de route et pointé hors délai à l'issue de l'avant-dernière spéciale du jour. Derrière la Porsche du champion du monde, la quatrième place est très disputée entre Alén et Vatanen, talonnés par la Talbot de Toivonen (désormais seul en tête du groupe 2 après les problèmes de moteur entravant la progression de son coéquipier Fréquelin) et la Datsun de Timo Salonen. Mikkola a regagné trente-sept places depuis la veille et occupe la dix-neuvième position.

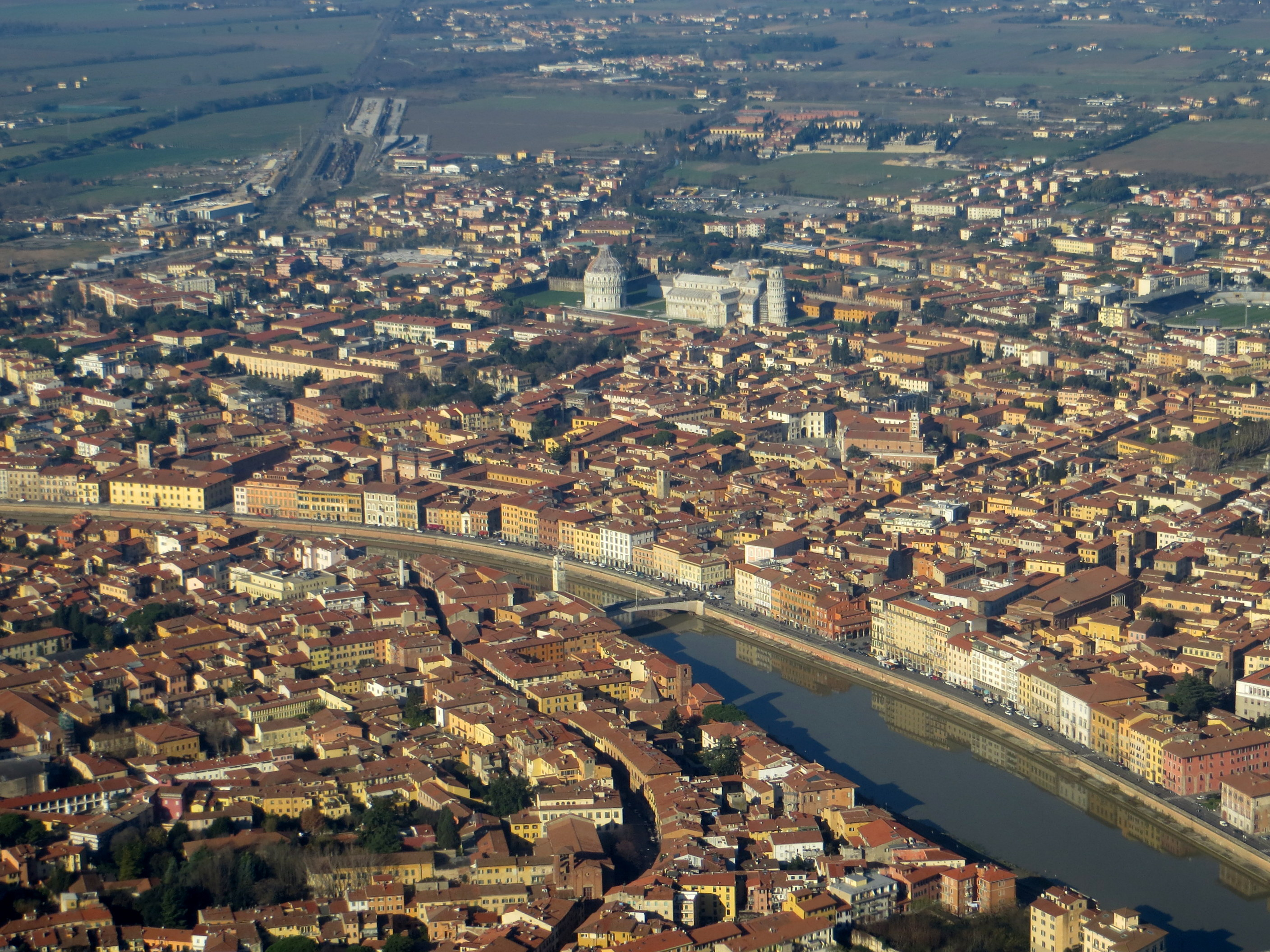
Pise, terme de la seconde étape.

| Pos. | Pilote             | Copilote              | Voiture              | Groupe | Temps           | Écart         |
| ---- | ------------------ | --------------------- | -------------------- | ------ | --------------- | ------------- |
| 1    | Michele Cinotto    | Emilio Radaelli       | Audi Quattro         | 4      | 2 h 25 min 31 s |               |
| 2    | Michèle Mouton     | Fabrizia Pons         | Audi Quattro         | 4      | 2 h 26 min 03 s | + 32 s        |
| 3    | Walter Röhrl       | Christian Geistdörfer | Porsche 911 SC       | 4      | 2 h 27 min 01 s | + 1 min 30 s  |
| 4    | Markku Alén        | Ilkka Kivimäki        | Fiat 131 Abarth      | 4      | 2 h 27 min 45 s | + 2 min 14 s  |
| 5    | Ari Vatanen        | David Richards        | Ford Escort RS1800   | 4      | 2 h 27 min 51 s | + 2 min 20 s  |
| 6    | Henri Toivonen     | Fred Gallagher        | Talbot Sunbeam Lotus | 2      | 2 h 28 min 07 s | + 2 min 36 s  |
| 7    | Timo Salonen       | Seppo Harjanne        | Datsun Violet GT     | 4      | 2 h 28 min 08 s | + 2 min 37 s  |
| 8    | 'Lucky'            | Fabio Penariol        | Opel Ascona 400      | 4      | 2 h 28 min 39 s | + 3 min 08 s  |
| 9    | Tony Pond          | Ian Grindrod          | Datsun Violet GT     | 4      | 2 h 29 min 16 s | + 3 min 45 s  |
| 10   | 'Tony'             | ‘Rudy’                | Opel Ascona 400      | 4      | 2 h 29 min 33 s | + 4 min 02 s  |
| 11   | Adartico Vudafieri | Arnaldo Bernacchini   | Fiat 131 Abarth      | 4      | 2 h 30 min 02 s | + 4 min 31 s  |
| 12   | Miki Biasion       | Tiziano Siviero       | Opel Ascona 400      | 4      | 2 h 30 min 21 s | + 4 min 50 s  |
| 13   | Angelo Presotto    | Mirko Perissutti      | Ford Escort RS1800   | 4      | 2 h 31 min 25 s | + 5 min 54 s  |
| 14   | Maurizio Verini    | Andrea Ulivi          | Opel Ascona 400      | 4      | 2 h 33 min 20 s | + 7 min 49 s  |
| 15   | Guy Fréquelin      | Jean Todt             | Talbot Sunbeam Lotus | 2      | 2 h 34 min 04 s | + 8 min 33 s  |
| 16   | Dario Cerrato      | Luciano Guizzardi     | Fiat 131 Abarth      | 4      | 2 h 34 min 12 s | + 8 min 41 s  |
| 19   | Hannu Mikkola      | Arne Hertz            | Audi Quattro         | 4      | 2 h 44 min 04 s | + 18 min 33 s |

### Troisième étape
Le départ de l'étape Pise - Sienne est donné le mercredi matin, dès sept heures, dans l'ordre du classement provisoire et non plus suivant les numéros de course. Ayant pris la tête la veille, Cinotto doit désormais s'élancer le premier et à son tour affronter la poussière. Dans le premier secteur chronométré de la journée, il parvient à faire jeu égal avec Michèle Mouton, mais dans le suivant il perd vingt secondes sur la Française, s'étant un moment déconcentré après avoir croisé la voiture d'un spectateur insensé. L'écart entre les deux équipages de tête n'est plus que de douze secondes, mais Cinotto contre-attaque aussitôt, s'approchant à deux secondes du meilleur temps réalisé par Mikkola (qui, partant en dix-neuvième position, bénéficie d'une piste damée) dans l'épreuve de Rombo Pomar, où il regagne quatre secondes sur son adversaire. Les deux équipages se livrent à fond dans le secteur suivant ; c'est cette fois Michèle Mouton qui se montre la plus forte, reprenant six secondes en douze kilomètres. Fébrile, Cinotto résiste de plus en plus difficilement : il concède encore huit secondes dans le secteur de Fiamm B, où son avance est réduite à deux secondes, en perd encore une dans le suivant avant de céder, pour deux secondes, le commandement à la Française, dans la vingt-cinquième épreuve. Mouton poursuit son offensive et réalise le meilleur temps dans la vingt-sixième, portant son avance à onze secondes. N'acceptant pas la défaite, Cinotto s'élance le couteau entre les dents dans le vingt-septième secteur ; prenant des risques, il loupe un freinage et sort de la route dans un des premiers virages. L'Audi va s'immobiliser à quatre cents mètres de la piste et l'équipage ne pourra repartir. Michèle Mouton compte alors plus d'une minute et demie de marge sur Röhrl et plus de deux sur Vatanen. Malgré l'abandon de son principal adversaire, elle continue sur un rythme très élevé et conforte sa position. À son arrivée à Sienne, en début de nuit, elle a porté son avance à plus de trois minutes sur Röhrl, qui ne compte plus qu'une seconde d'avance sur Vatanen. Malgré un contact avec un arbre, Toivonen, quatrième, est toujours en tête du groupe 2, devançant la Datsun de Pond, tandis qu'Alén, retardé par une sortie de route, a rétrogradé en huitième position, devant Mikkola qui a gagné dix places au cours de la journée. De nombreux abandons ont été enregistrés au cours de cette troisième étape : outre celui de Cinotto, on note également ceux de Fréquelin (moteur) et d'Adartico Vudafieri, sorti de la route tout comme son coéquipier Cerrato, ce dernier ayant cependant pu repartir. Il ne reste plus que trente-quatre voitures en lice.

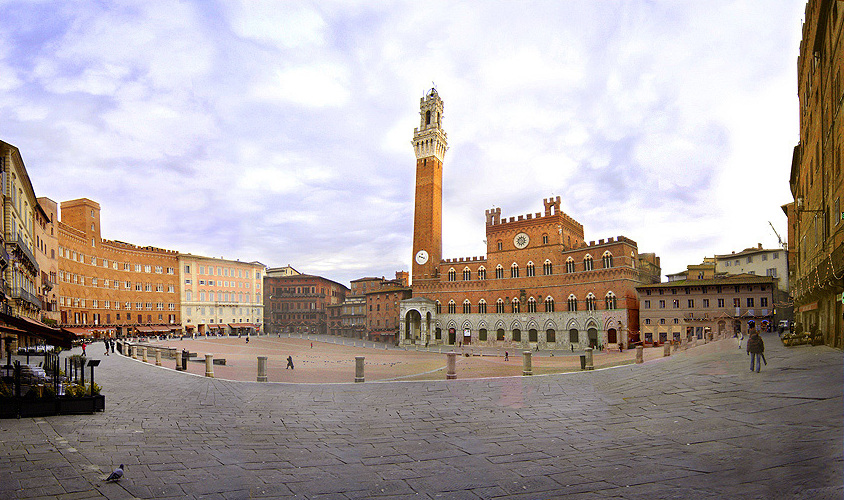
La Piazza del Campo, à Sienne, terme de la troisième étape.

| Pos. | Pilote             | Copilote              | Voiture              | Groupe | Temps           | Écart         |
| ---- | ------------------ | --------------------- | -------------------- | ------ | --------------- | ------------- |
| 1    | Michèle Mouton     | Fabrizia Pons         | Audi Quattro         | 4      | 5 h 04 min 46 s |               |
| 2    | Walter Röhrl       | Christian Geistdörfer | Porsche 911 SC       | 4      | 5 h 08 min 09 s | + 3 min 23 s  |
| 3    | Ari Vatanen        | David Richards        | Ford Escort RS1800   | 4      | 5 h 08 min 10 s | + 3 min 24 s  |
| 4    | Henri Toivonen     | Fred Gallagher        | Talbot Sunbeam Lotus | 2      | 5 h 11 min 00 s | + 6 min 14 s  |
| 5    | Tony Pond          | Ian Grindrod          | Datsun Violet GT     | 4      | 5 h 13 min 06 s | + 8 min 20 s  |
| 6    | 'Lucky'            | Fabio Penariol        | Opel Ascona 400      | 4      | 5 h 14 min 03 s | + 9 min 17 s  |
| 7    | 'Tony'             | ‘Rudy’                | Opel Ascona 400      | 4      | 5 h 14 min 14 s | + 9 min 28 s  |
| 8    | Markku Alén        | Ilkka Kivimäki        | Fiat 131 Abarth      | 4      | 5 h 17 min 34 s | + 12 min 48 s |
| 9    | Hannu Mikkola      | Arne Hertz            | Audi Quattro         | 4      | 5 h 21 min 50 s | + 17 min 04 s |
| 10   | Miki Biasion       | Tiziano Siviero       | Opel Ascona 400      | 4      | 5 h 22 min 05 s | + 17 min 19 s |
| 11   | Angelo Presotto    | Mirko Perissutti      | Ford Escort RS1800   | 4      | 5 h 22 min 15 s | + 17 min 29 s |
| 12   | Dario Cerrato      | Luciano Guizzardi     | Fiat 131 Abarth      | 4      | 5 h 22 min 41 s | + 17 min 55 s |
| 13   | Maurizio Verini    | Andrea Ulivi          | Opel Ascona 400      | 4      | 5 h 23 min 07 s | + 18 min 21 s |
| 14   | Federico Ormezzano | Claudio Berro         | Talbot Sunbeam Lotus | 2      | 5 h 25 min 45 s | + 20 min 59 s |
| 15   | Timo Salonen       | Seppo Harjanne        | Datsun Violet GT     | 4      | 5 h 41 min 12 s | + 37 min 26 s |

### Quatrième étape
Les équipages rescapés repartent de Sienne le jeudi, en début d'après-midi. L'étape qui les ramène à San Remo va se dérouler en majorité sur terre, seules les dernières épreuves se courant sur asphalte. Michèle Mouton ne relâche pas son effort, voulant conserver une avance suffisante avant d'aborder les parties goudronnées sur lesquelles la Porsche de Röhrl est nettement plus rapide que son Audi Quattro. De son côté, le pilote allemand tente d'emblée de réduire l'écart ; au prix d'une attaque permanente, il parvient à faire jeu égal avec Mikkola dans les deux premiers tronçons chronométrés, ne reprenant toutefois que huit secondes à sa rivale. Le champion du monde va payer son audace dans la troisième épreuve spéciale de la journée : trop optimiste au passage d'une bosse, il effectue un atterrissage brutal et casse la suspension arrière de sa Porsche, abandonnant sur place. Michèle Mouton a maintenant trois minutes d'avance sur Vatanen et se retrouve dans une position plus confortable, la Ford Escort n'étant pas aussi redoutable que la Porsche sur asphalte. Elle va dès lors parfaitement gérer sa course, conservant une marge supérieure à trois minutes sur le pilote finlandais, à qui la seconde place permettrait de prendre la tête du championnat du monde. Mais alors que les positions semblent acquises, un étrier de freins se brise sur l'Audi de tête sur le parcours de liaison menant au départ de l'avant dernière épreuve du jour ; une réparation est effectuée au point d'assistance, mais l'équipage écope de deux minutes de pénalisation et son avance est réduite à une minute et douze secondes. De plus, l'étrier a tordu un arbre de roue et le comportement de la voiture s'en trouve affecté. Vatanen sent la victoire à sa portée et donne le maximum sur le goudron de la spéciale de San Giovanni, où il réalise le meilleur temps, reprenant en seulement dix kilomètres trente-huit secondes à son adversaire ! Une fois l'arbre de roue changé, celle-ci parvient à réaliser le même temps que Vatanen dans la dernière épreuve ; elle rallie San Remo toujours en tête mais ne compte plus que trente-quatre secondes d'avance sur l'Escort. L'Audi ne disposant pas de suspensions parfaitement adaptées au parcours asphalté de la dernière étape, les chances de succès de l'équipage féminin semblent désormais compromises. En groupe 2, Toivonen, troisième, domine toujours la situation. Il devance l'Opel de 'Tony', bien remonté, et la Fiat de Markku Alén, alors que Mikkola est revenu en septième position, derrière la Datsun de Pond.
| Pos. | Pilote             | Copilote          | Voiture              | Groupe | Temps           | Écart         |
| ---- | ------------------ | ----------------- | -------------------- | ------ | --------------- | ------------- |
| 1    | Michèle Mouton     | Fabrizia Pons     | Audi Quattro         | 4      | 6 h 37 min 29 s |               |
| 2    | Ari Vatanen        | David Richards    | Ford Escort RS1800   | 4      | 6 h 38 min 03 s | + 34 s        |
| 3    | Henri Toivonen     | Fred Gallagher    | Talbot Sunbeam Lotus | 2      | 6 h 40 min 50 s | + 3 min 21 s  |
| 4    | 'Tony'             | ‘Rudy’            | Opel Ascona 400      | 4      | 6 h 45 min 19 s | + 7 min 50 s  |
| 5    | Markku Alén        | Ilkka Kivimäki    | Fiat 131 Abarth      | 4      | 6 h 47 min 11 s | + 9 min 42 s  |
| 6    | Tony Pond          | Ian Grindrod      | Datsun Violet GT     | 4      | 6 h 48 min 30 s | + 11 min 01 s |
| 7    | Hannu Mikkola      | Arne Hertz        | Audi Quattro         | 4      | 6 h 50 min 36 s | + 13 min 07 s |
| 8    | 'Lucky'            | Fabio Penariol    | Opel Ascona 400      | 4      | 6 h 52 min 13 s | + 14 min 44 s |
| 9    | Miki Biasion       | Tiziano Siviero   | Opel Ascona 400      | 4      | 6 h 53 min 05 s | + 15 min 36 s |
| 10   | Angelo Presotto    | Mirko Perissutti  | Ford Escort RS1800   | 4      | 6 h 56 min 59 s | + 19 min 30 s |
| 11   | Dario Cerrato      | Luciano Guizzardi | Fiat 131 Abarth      | 4      | 6 h 58 min 51 s | + 21 min 22 s |
| 12   | Federico Ormezzano | Claudio Berro     | Talbot Sunbeam Lotus | 2      | 7 h 04 min 02 s | + 26 min 33 s |
| 13   | Timo Salonen       | Seppo Harjanne    | Datsun Violet GT     | 4      | 7 h 12 min 58 s | + 35 min 29 s |
| 14   | 'Tchine'           | Pierre Thimonier  | Opel Ascona 2000     | 2      | 7 h 29 min 43 s | + 52 min 14 s |
| 15   | Alberto Bigo       | Beppe Ameglio     | Opel Ascona 2000     | 1      | 7 h 32 min 24 s | + 54 min 55 s |

### Cinquième étape
La dernière boucle autour de San Remo va se dérouler de nuit, entièrement sur asphalte. Le départ en est donné le vendredi soir, à partir de vingt-deux heures trente. La première épreuve spéciale est la plus longue et la plus sélective, avec plus de quarante-six kilomètres. Tout comme Vatanen, Michèle Mouton l'a une nouvelle fois reconnue le jeudi soir ; elle va tenter de minimiser le handicap de performance de l'Audi (dont la garde au sol a néanmoins été rabaissée depuis la veille) face à l'Escort, théoriquement plus agile sur ce terrain. Les deux pilotes vont s'y livrer à fond dès le départ. S'élançant le second, Vatanen est le plus rapide des deux : au quart de la distance, il a déjà repris huit secondes à sa rivale lorsque l'avant de sa voiture frôle le parapet puis heurte une pierre saillante ; train avant ouvert, il doit parcourir le reste du tronçon à allure réduite, perdant dix-huit minutes. Il plonge à la neuvième place, tandis que son adversaire, avec désormais près de quatre minutes d'avance sur Toivonen, est pratiquement assurée de la victoire. Elle va dès lors ne plus prendre aucun risque, contrôlant aisément la course. Aucun incident ne viendra émailler sa progression, et la Française devient la première femme pilote à remporter un rallye mondial. Assortie de la victoire en groupe 2, la seconde place de Toivonen permet à Talbot de conforter sa position au championnat des marques. La touchette de Vatanen (qui remontera finalement en septième position), l'abandon de Pond (alors quatrième) en vue de l'arrivée et le retard pris par Alén pour remplacement de sa boîte de vitesses permettent à Mikkola d'accéder à la quatrième place, derrière l'Opel de 'Tony'. Vingt-six équipages ont terminé l'épreuve.

### Classements intermédiaires
Classements intermédiaires des pilotes après chaque épreuve spéciale

### Classement général

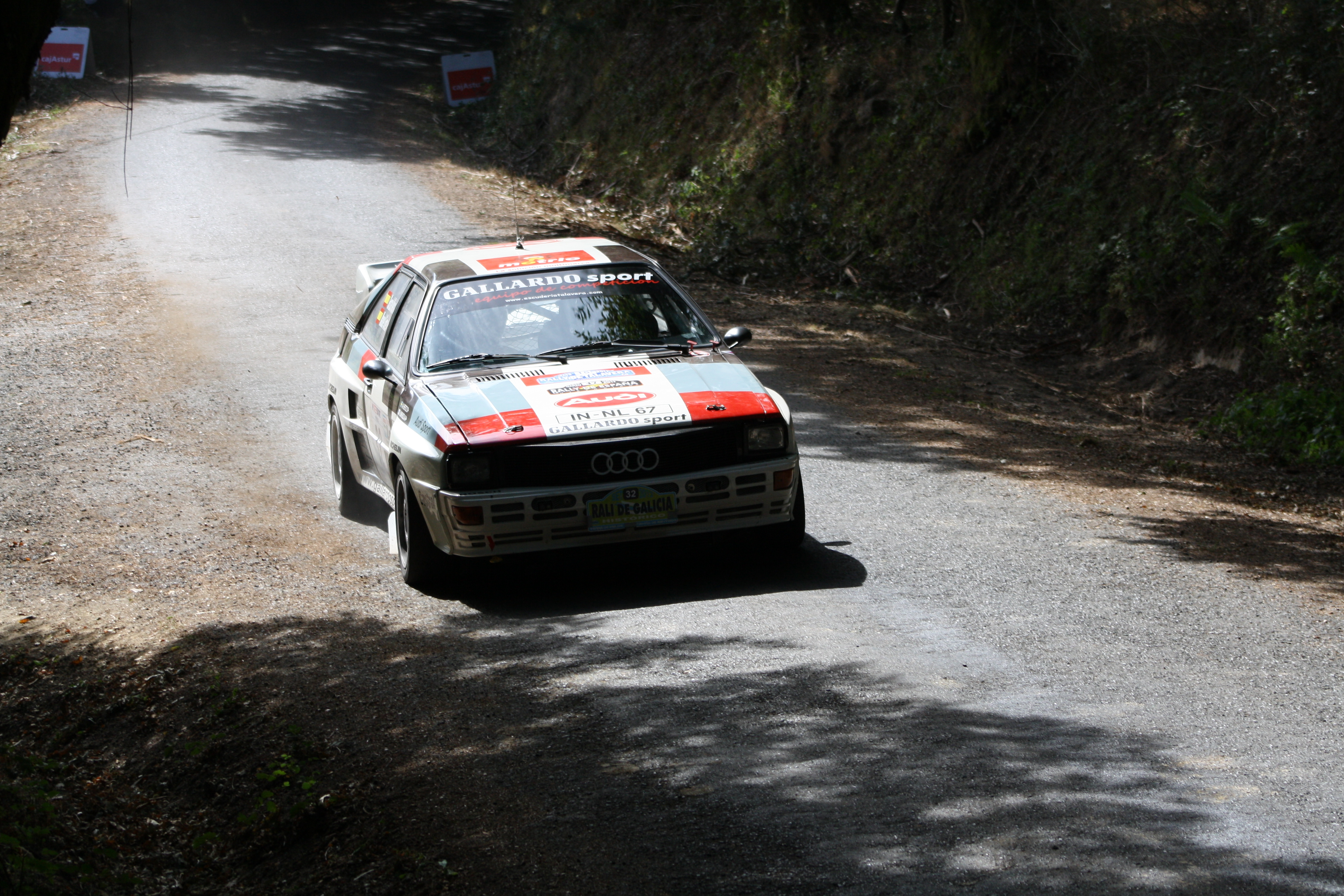
Première victoire au championnat du monde des constructeurs pour l'Audi Quattro, aux mains de Michèle Mouton.

| Pos | No | Pilote             | Copilote          | Voiture              | Temps           | Écart         | Groupe |
| --- | -- | ------------------ | ----------------- | -------------------- | --------------- | ------------- | ------ |
| 1   | 14 | Michèle Mouton     | Fabrizia Pons     | Audi Quattro         | 8 h 05 min 50 s |               | 4      |
| 2   | 11 | Henri Toivonen     | Fred Gallagher    | Talbot Sunbeam Lotus | 8 h 09 min 15 s | + 3 min 25 s  | 2      |
| 3   | 6  | 'Tony'             | ‘Rudy’            | Opel Ascona 400      | 8 h 12 min 08 s | + 6 min 18 s  | 4      |
| 4   | 5  | Hannu Mikkola      | Arne Hertz        | Audi Quattro         | 8 h 18 min 20 s | + 12 min 30 s | 4      |
| 5   | 16 | 'Lucky'            | Fabio Penariol    | Opel Ascona 400      | 8 h 19 min 51 s | + 14 min 01 s | 4      |
| 6   | 25 | Miki Biasion       | Tiziano Siviero   | Opel Ascona 400      | 8 h 21 min 44 s | + 15 min 54 s | 4      |
| 7   | 4  | Ari Vatanen        | David Richards    | Ford Escort RS1800   | 8 h 23 min 35 s | + 17 min 45 s | 4      |
| 8   | 18 | Dario Cerrato      | Luciano Guizzardi | Fiat 131 Abarth      | 8 h 25 min 33 s | + 19 min 43 s | 4      |
| 9   | 2  | Markku Alén        | Ilkka Kivimäki    | Fiat 131 Abarth      | 8 h 26 min 45 s | + 20 min 55 s | 4      |
| 10  | 19 | Federico Ormezzano | Claudio Berro     | Talbot Sunbeam Lotus | 8 h 33 min 47 s | + 27 min 57 s | 2      |

### Équipages de tête
- ES1 à ES8 :  Walter Röhrl -  Christian Geistdörfer (Porsche 911 SC)
- ES9 à ES24 :  Michele Cinotto -  Emilio Radaelli (Audi Quattro)
- ES25 à ES61 :  Michèle Mouton -  Fabrizia Pons (Audi Quattro)

### Vainqueurs d'épreuves spéciales
- Hannu Mikkola -  Arne Hertz (Audi Quattro) : 30 spéciales (ES 7, 10, 15 à 24, 26, 28 à 31, 33 à 36, 38, 40, 41, 43, 47 à 50, 59)
- Michèle Mouton -  Fabrizia Pons (Audi Quattro) : 9 spéciales (ES 6 à 8, 26, 32, 35, 36, 42, 44)
- Michele Cinotto -  Emilio Radaelli (Audi Quattro) : 7 spéciales (ES 5, 7, 9 à 13)
- Walter Röhrl -  Christian Geistdörfer (Porsche 911 SC) : 5 spéciales (ES 1, 3, 37, 40, 41)
- Henri Toivonen -  Fred Gallagher (Talbot Sunbeam Lotus) : 4 spéciales (ES 14, 38, 39, 50)
- Markku Alén -  Ilkka Kivimäki (Fiat 131 Abarth) : 3 spéciales (ES 43, 45, 46)
- 'Tony' -  ‘Rudy’ (Opel Ascona 400) : 3 spéciales (ES 3, 27, 55)
- Dario Cerrato -  Luciano Guizzardi (Fiat 131 Abarth) : 3 spéciales (ES 52, 58, 60)
- Ari Vatanen -  David Richards (Ford Escort RS1800) : 3 spéciales (ES 37, 53, 61)
- Attilio Bettega -  Maurizio Perissinot (Fiat 131 Abarth) : 2 spéciales (ES 2, 4)
- Miki Biasion -  Tiziano Siviero (Opel Ascona 400) : 1 spéciale (ES 25)
- Timo Salonen -  Seppo Harjanne (Datsun Violet GT) : 1 spéciale (ES 54)
- 'Lucky' -  Fabio Penariol (Opel Ascona 400) : 1 spéciale (ES 57)

## Résultats des principaux engagés
| No | Pilote             | Copilote              | Voiture              | Groupe | Classement général                                                       | Class. groupe |
| -- | ------------------ | --------------------- | -------------------- | ------ | ------------------------------------------------------------------------ | ------------- |
| 1  | Walter Röhrl       | Christian Geistdörfer | Porsche 911 SC       | 4      | ab. dans la 42e spéciale (différentiel)                                  | -             |
| 2  | Markku Alén        | Ilkka Kivimäki        | Fiat 131 Abarth      | 4      | 9e à 20 min 55 s                                                         | 8e            |
| 3  | Guy Fréquelin      | Jean Todt             | Talbot Sunbeam Lotus | 2      | ab. dans la 19e spéciale (moteur)                                        | -             |
| 4  | Ari Vatanen        | David Richards        | Ford Escort RS1800   | 4      | 7e à 17 min 45 s                                                         | 6e            |
| 5  | Hannu Mikkola      | Arne Hertz            | Audi Quattro         | 4      | 4e à 12 min 30 s                                                         | 3e            |
| 6  | 'Tony'             | ‘Rudy’                | Opel Ascona 400      | 4      | 3e à 6 min 18 s                                                          | 2e            |
| 7  | Timo Salonen       | Seppo Harjanne        | Datsun Violet GT     | 4      | 12e à 37 min 53 s                                                        | 10e           |
| 8  | Mauro Pregliasco   | Mauro Mannini         | Ferrari 308 GTB      | 4      | Forfait                                                                  |               |
| 9  | Attilio Bettega    | Maurizio Perissinot   | Fiat 131 Abarth      | 4      | ab. après la 17e spéciale (hors délai à cause d'une sortie de route)     | -             |
| 10 | Jean-Luc Thérier   | Michel Vial           | Porsche 911 SC       | 4      | ab. dans la 5e spéciale (suspension arrière)                             | -             |
| 11 | Henri Toivonen     | Fred Gallagher        | Talbot Sunbeam Lotus | 2      | 2e à 3 min 25 s                                                          | 1er           |
| 12 | Adartico Vudafieri | Arnaldo Bernacchini   | Fiat 131 Abarth      | 4      | ab. dans la 27e spéciale (sortie de route)                               | -             |
| 14 | Michèle Mouton     | Fabrizia Pons         | Audi Quattro         | 4      | 1er                                                                      | 1er           |
| 15 | Tony Pond          | Ian Grindrod          | Datsun Violet GT     | 4      | ab. dans la 60e spéciale (moteur)                                        | -             |
| 16 | 'Lucky'            | Fabio Penariol        | Opel Ascona 400      | 4      | 5e à 14 min 01 s                                                         | 4e            |
| 17 | Fabrizio Tabaton   | Luciano Tedeschini    | Lancia Stratos HF    | 4      | Forfait                                                                  |               |
| 18 | Dario Cerrato      | Luciano Guizzardi     | Fiat 131 Abarth      | 4      | 8e à 19 min 43 s                                                         | 7e            |
| 19 | Federico Ormezzano | Claudio Berro         | Talbot Sunbeam Lotus | 2      | 10e à 27 min 57 s                                                        | 2e            |
| 22 | Carlo Capone       | Luigi Pirollo         | Fiat Ritmo 1500      | 2      | ab. dans la 7e spéciale (sortie de route)                                | -             |
| 23 | Maurizio Verini    | Andrea Ulivi          | Opel Ascona 400      | 4      | ab. après la 42e spéciale (hors délai à cause d'un problème de courroie) | -             |
| 25 | Miki Biasion       | Tiziano Siviero       | Opel Ascona 400      | 4      | 6e à 15 min 54 s                                                         | 5e            |
| 26 | Antero Laine       | Juha Piironen         | Ford Escort RS2000   | 2      | ab. dans la 3e spéciale (alternateur)                                    | -             |
| 28 | Angelo Presotto    | Mirko Perissutti      | Ford Escort RS1800   | 4      | 11e à 29 min 44 s                                                        | 9e            |
| 29 | Michele Cinotto    | Emilio Radaelli       | Audi Quattro         | 4      | ab. dans la 27e spéciale (sortie de route)                               | -             |
| 31 | Franco Cunico      | Eraldo Mussa          | Ford Fiesta 1600     | 2      | ab. dans la 14e spéciale (moteur)                                        | -             |
| 32 | Alberto Bigo       | Beppe Ameglio         | Opel Ascona 2000     | 1      | 14e à 1 h 05 min 08 s                                                    | 1er           |
| 34 | 'Tchine'           | Pierre Thimonier      | Opel Ascona 2000     | 2      | 13e à 1 h 03 min 25 s                                                    | 3e            |

## Classements des championnats à l'issue de la course

### Constructeurs
- attribution des points : 10, 9, 8, 7, 6, 5, 4, 3, 2, 1 respectivement aux dix premières marques de chaque épreuve, additionnés de 8, 7, 6, 5, 4, 3, 2, 1 respectivement aux huit premières de chaque groupe (seule la voiture la mieux classée de chaque constructeur marque des points). Les points de groupe ne sont attribués qu'aux concurrents ayant terminé dans les dix premiers au classement général.
- seuls les sept meilleurs résultats (sur dix épreuves) sont retenus pour le décompte final des points.

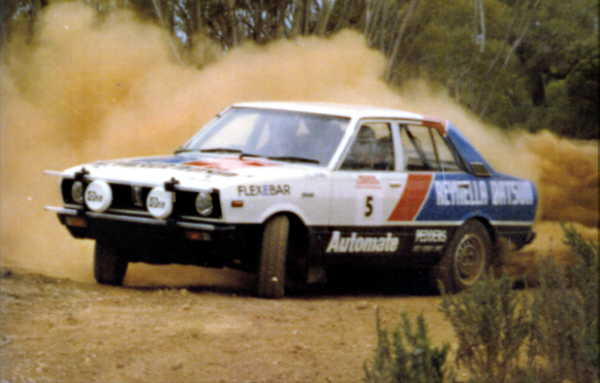
Les abandons de Salonen et de Pond privent Datsun de précieux points au championnat. Le constructeur japonais accuse désormais quatorze points de retard sur Talbot.

| Pos. | Marque     | Points | M-C  | POR  | SAF  | COR  | ACR  | ARG  | FIN  | SAN  | CIV | RAC |
| ---- | ---------- | ------ | ---- | ---- | ---- | ---- | ---- | ---- | ---- | ---- | --- | --- |
| 1    | Talbot     | 112    | 9+8  | 9+8  | -    | 9+8  | 7+8  | 10+8 | 3+8  | 9+8  |     |     |
| 2    | Datsun     | 88     | -    | 6+7  | 10+8 | 8+7  | 6+7  | 9+8  | 7+5  | -    |     |     |
| 3    | Ford       | 80     | 3+3  | 4+5  | -    | 4+8  | 10+8 | 5+5  | 10+8 | 4+3  |     |     |
| 4    | Opel       | 69     | 8+7  | 3+8  | 6+6  | 1+7  | -    | -    | 5+3  | 8+7  |     |     |
| 5    | Fiat       | 63     | 4+4  | 10+8 | -    | -    | 9+7  | -    | 9+7  | 3+2  |     |     |
| 6    | Renault    | 50     | 10+8 | -    | -    | 2+5  | 4+6  | 7+8  | -    | -    |     |     |
| 7    | Audi       | 45     | -    | 7+6  | -    | -    | -    | -    | 8+6  | 10+8 |     |     |
| 8    | Toyota     | 29     | -    | 8+7  | -    | 5+6  | -    | -    | 2+1  | -    |     |     |
| 9    | Lancia     | 28     | 5+5  | -    | -    | 10+8 | -    | -    | -    | -    |     |     |
| 10   | Peugeot    | 26     | -    | -    | 5+5  | -    | 1+3  | 6+6  | -    | -    |     |     |
| 11   | Porsche    | 19     | 2+2  | -    | -    | 7+8  | -    | -    | -    | -    |     |     |
| 12   | Škoda      | 8      | -    | -    | -    | -    | 3+5  | -    | -    | -    |     |     |
| 13   | Dodge      | 7      | -    | -    | 2+5  | -    | -    | -    | -    | -    |     |     |
| 14   | Mitsubishi | 1      | -    | -    | -    | -    | -    | -    | 1+0  | -    |     |     |

### Pilotes
- attribution des points : 20, 15, 12, 10, 8, 6, 4, 3, 2, 1 respectivement aux dix premiers de chaque épreuve.
- seuls les sept meilleurs résultats (sur douze épreuves) sont retenus pour le décompte final des points.

| Pos. | Pilote           | Marque        | Points | M-C | SUE | POR | SAF | COR | ACR | ARG | BRE | FIN | SAN | CIV | RAC |
| ---- | ---------------- | ------------- | ------ | --- | --- | --- | --- | --- | --- | --- | --- | --- | --- | --- | --- |
| 1    | Guy Fréquelin    | Talbot        | 81     | 15  | -   | 6   | -   | 15  | 10  | 20  | 15  | -   | -   |     |     |
| 2    | Ari Vatanen      | Ford          | 79     | -   | 15  | -   | -   | -   | 20  | -   | 20  | 20  | 4   |     |     |
| 3    | Markku Alén      | Fiat          | 56     | 4   | -   | 20  | -   | -   | 15  | -   | -   | 15  | 2   |     |     |
| 4    | Shekhar Mehta    | Datsun        | 43     | -   | -   | -   | 20  | -   | 8   | 15  | -   | -   | -   |     |     |
| 5    | Hannu Mikkola    | Audi          | 42     | -   | 20  | -   | -   | -   | -   | -   | -   | 12  | 10  |     |     |
| 6    | Henri Toivonen   | Talbot        | 38     | 8   | -   | 15  | -   | -   | -   | -   | -   | -   | 15  |     |     |
| 7    | Michèle Mouton   | Audi          | 30     | -   | -   | 10  | -   | -   | -   | -   | -   | -   | 20  |     |     |
| 8    | Bernard Darniche | Lancia        | 26     | 6   | -   | -   | -   | 20  | -   | -   | -   | -   | -   |     |     |
| 9    | Jorge Recalde    | Datsun        | 22     | -   | -   | -   | -   | -   | -   | 12  | 10  | -   | -   |     |     |
| 10   | Jean Ragnotti    | Renault       | 20     | 20  | -   | -   | -   | -   | -   | -   | -   | -   | -   |     |     |
| 10=  | Jochi Kleint     | Opel          | 20     | 12  | -   | -   | 8   | -   | -   | -   | -   | -   | -   |     |     |
| 10=  | Tony Pond        | Datsun        | 20     | -   | -   | 8   | -   | 12  | -   | -   | -   | -   | -   |     |     |
| 10=  | Pentti Airikkala | Ford          | 20     | -   | 12  | -   | -   | -   | -   | -   | -   | 8   | -   |     |     |
| 10=  | Anders Kulläng   | Opel          | 20     | 10  | 10  | -   | -   | -   | -   | -   | -   | -   | -   |     |     |
| 10=  | Timo Salonen     | Datsun        | 20     | -   | -   | -   | 10  | -   | -   | -   | -   | 10  | -   |     |     |
| 16   | Björn Waldegård  | Ford, Toyota¹ | 17     | 3   | -   | 12¹ | -   | -   | -   | -   | -   | 2¹  | -   |     |     |
| 17   | Rauno Aaltonen   | Datsun        | 15     | -   | -   | -   | 15  | -   | -   | -   | -   | -   | -   |     |     |
| 18   | Mike Kirkland    | Datsun        | 12     | -   | -   | -   | 12  | -   | -   | -   | -   | -   | -   |     |     |
| 18=  | Attilio Bettega  | Fiat          | 12     | -   | -   | -   | -   | -   | 12  | -   | -   | -   | -   |     |     |
| 18=  | Domingo De Vitta | Ford          | 12     | -   | -   | -   | -   | -   | -   | -   | 12  | -   | -   |     |     |
| 18=  | 'Tony'           | Opel          | 12     | -   | -   | -   | -   | -   | -   | -   | -   | -   | 12  |     |     |
| 18=  | Björn Johansson  | Opel          | 12     | -   | 6   | -   | -   | -   | -   | -   | -   | 6   | -   |     |     |